# Plistospilota gasconi
Plistospilota gasconi är en bönsyrseart som beskrevs av Alphonse Trémeau de Rochebrune 1884. Plistospilota gasconi ingår i släktet Plistospilota och familjen Mantidae. Inga underarter finns listade i Catalogue of Life.